# Werfer-Länderkampf der Männer 1981 BR Deutschland – Italien
| 3. Leichtathletik-Länderkampf mit bundesdeutscher Beteiligung 1981 | 3. Leichtathletik-Länderkampf mit bundesdeutscher Beteiligung 1981 |
| ------------------------------------------------------------------ | ------------------------------------------------------------------ |
|                                                                    |                                                                    |
| Werfer-Vergleich der Männer: BR Deutschland – Italien              |                                                                    |
| Austragungsort                                                     | Rhede                                                              |
| Wettbewerbe                                                        | 4                                                                  |
| Datum                                                              | 17. Mai                                                            |
| 1. FRG 2. ITA                                                      | 79 Punkte 65 Punkte                                                |
| Chronik                                                            |                                                                    |
| ← FRA-FRG Geher (M)                                                | FRG-BGR (F) →                                                      |

Im dritten Vergleich des Länderkampfjahres 1981 stand wie im Vorjahr ein Länderkampf der Werfer gegen Italien an. Die Begegnung wurde am 17. Mai in Rhede ausgetragen. Es war der zweite Werfer-Vergleich zwischen den beiden Ländern, den ersten hatten die bundesdeutschen Vertreter für sich entschieden.

## Modus
Auf dem Programm standen die vier olympischen Disziplinen aus der Kategorie Wurf/Stoß. Jede Mannschaft stellte pro Disziplin vier Teilnehmer, von denen einer Jahrgang 1960 oder jünger sein musste. Die Punkte wurden folgendermaßen verteilt: 1. Platz: 8 P / 2. Pl.: 7 P / 3. Pl.: 6 P / 4. Pl.: 5 P / …

## Ergebnis
Jedes Team sicherte sich je zwei Disziplinwertungen. Allerdings führten die in der Summe besseren bundesdeutschen Platzierungen zu einem erneuten Sieg der bundesdeutschen Werfer und Stoßer. Das Endresultat lautete 79 zu 65 für die Bundesrepublik Deutschland.

## Resultate

### Kugelstoßen
| Platz | Athlet            | Land | Weite (m) |
| ----- | ----------------- | ---- | --------- |
| 1     | Ralf Reichenbach  | FRG  | 19,46     |
| 2     | Alessandro Andrei | ITA  | 19,41     |
| 3     | Luigi De Santis   | ITA  | 19,23     |
| 4     | Angelo Groppelli  | ITA  | 18,49     |
| 5     | Udo Gelhausen     | FRG  | 18,36     |
| 6     | Joachim Krug      | FRG  | 18,07     |
| 7     | Marco Giacomini   | ITA  | 17,86     |
| 8     | Karsten Stolz     | FRG  | 17,47     |

### Diskuswurf
| Platz | Athlet               | Land | Weite (m) |
| ----- | -------------------- | ---- | --------- |
| 1     | Armando De Vincentis | ITA  | 59,58     |
| 2     | Rolf Danneberg       | FRG  | 59,34     |
| 3     | Marco Martino        | ITA  | 59,06     |
| 4     | Alwin Wagner         | FRG  | 58,52     |
| 5     | Silvano Simeon       | ITA  | 58,18     |
| 6     | Filippo Monforte     | ITA  | 56,24     |
| 7     | Bernhard Fischer     | FRG  | 56,00     |
| 8     | Jürgen Riese         | FRG  | 53,28     |

### Hammerwurf
| Platz | Athlet            | Land | Weite (m) |
| ----- | ----------------- | ---- | --------- |
| 1     | Klaus Ploghaus    | FRG  | 78,78     |
| 2     | Karl-Hans Riehm   | FRG  | 77,46     |
| 3     | Manfred Hüning    | FRG  | 73,86     |
| 4     | Giampaolo Urlando | ITA  | 70,56     |
| 5     | Orlando Bianchini | ITA  | 68,72     |
| 6     | Lucio Serrani     | ITA  | 64,18     |
| 7     | Marc Odenthal     | FRG  | 63,16     |
| 8     | Marco Monforte    | ITA  | 37,24     |

### Speerwurf
| Platz | Athlet           | Land | Weite (m) |
| ----- | ---------------- | ---- | --------- |
| 1     | Klaus Tafelmeier | FRG  | 87,22     |
| 2     | Helmut Schreiber | FRG  | 86,62     |
| 3     | Wolfram Gambke   | FRG  | 84,82     |
| 4     | Agostino Ghesini | ITA  | 76,82     |
| 5     | Peter Schreiber  | FRG  | 71,86     |
| 6     | Franco Michielon | ITA  | 71,18     |
| 7     | Sergio Vesentini | ITA  | 70,84     |
| 8     | Fabio Michielon  | ITA  | 69,32     |